# Hässelby villastads köping
Hässelby villastads köping var en tidigare kommun i Stockholms län.

## Administrativ historik
Köpingen bildades 1926 genom en utbrytning ur Spånga landskommun där Hässelby villastad varit ett municipalsamhälle sedan 7 mars 1913. Köpingen inkorporerades 1949 i Stockholms stad, och ingår sedan 1971 i Stockholms kommun.
Köpingen tillhörde Spånga församling.

## Areal och befolkning
Enligt 1945 års folkräkning, den sista innan området överfördes till Stockholms stad, hade köpingen 2 686 invånare på en yta av 5,34 km² 

## Politik

### Mandatfördelning i valen 1938-1946
| 15 | 2 |  | 3 | 4 |

| 23 |

| 16 |  | 4 | 4 |

| 23 |

| 2 | 15 | 8 |

| 24 |